# Inspecteur Kurokôchi
Inspecteur Kurokôchi (クロコーチ, Kurokōchi) est un seinen manga écrit par Takashi Nagasaki (sous le nom de plume Richard Woo au Japon) et dessiné par Kōji Kōno. Il est prépublié entre février 2012 et février 2018 dans le magazine Weekly Manga Goraku de l'éditeur Nihon Bungeisha, et comporte un total de 23 tomes. La version française est publiée par Komikku Éditions depuis mars 2015.
Une adaptation en drama est diffusée sur TBS entre octobre et décembre 2013.

## Synopsis
Keita Kurokôchi est un membre de la 2e brigade d'investigation chargée des affaires d'escroquerie, de corruption, de fraudes électorales ou financières qui impliquent naturellement des personnes très haut placées (politiciens, hommes d'affaires, ou hauts fonctionnaires). Utilisant les informations de ses enquêtes pour faire chanter ces personnes importantes, Kurokôchi accumule tout au long de sa carrière une grande fortune. Considéré comme le « pire officier de la police » du fait de sa corruption flagrante, il est cependant intouchable de toutes attaques judiciaires car il possède des secrets pouvant faire tomber de nombreuses figures politiques ou financières, y compris parmi les supérieurs de la police.
Son quotidien change lorsqu'on lui assigne comme équipier le jeune Shingo Seike, fraîchement sorti des bancs de l'université, idéaliste et incorruptible. Ce dernier va, au contact de l'inspecteur, se rendre compte que la fin justifie les moyens et que pour coincer les criminels en col blanc, il faut parfois jouer au plus pourri !

## Thème
Le manga plonge dans les mystères judiciaires du Japon en parlant notamment du casse des 300 millions de yen, de l'incident Shimoyama, de l'affaire Teigin, de l'affaire Kusaka Jirō, ou de l'affaire Glico-Morinaga, tous des cas non résolus.

## Liste des volumes
| no | Japonais          | Japonais          | Français          | Français          |
| no | Date de sortie    | ISBN              | Date de sortie    | ISBN              |
| --- | ----------------- | ----------------- | ----------------- | ----------------- |
| 1 | 7 octobre 2013    | 978-4-537-13081-2 | 19 mars 2015      | 978-2-37287-011-5 |
| Liste des chapitres : - Chapitre 1 : Un homme noir - Chapitre 2 : Un homme gris - Chapitre 3 : Le policier transparent - Chapitre 4 : Une histoire cousue de fil blanc - Chapitre 5 : Un chalet au vert - Chapitre 6 : Dans le rouge - Chapitre 7 : Un vieillard encore vert |                   |                   |                   |                   |
| 2 | 7 octobre 2013    | 978-4-7859-3947-2 | 19 mars 2015      | 978-2-37287-012-2 |
| Liste des chapitres : - Chapitre 8 : Black coach - Chapitre 9 : Tempête de pétales roses - Chapitre 10 : Tempête de pétales blancs - Chapitre 11 : Le secret des lames rouges - Chapitre 12 : Un héros au cœur d'or - Chapitre 13 : Le piège en blanc - Chapitre 14 : Des enquêteurs dans le noir - Chapitre 15 : Un inspecteur chauffé à blanc                                                                      |                   |                   |                   |                   |
| 3 | 6 décembre 2013   | 978-4-537-13108-6 | 28 mai 2015       | 978-2-37287-021-4 |
| Liste des chapitres : - Chapitre 16 : Le conciliabule des hommes en noir - Chapitre 17 : Une chaîne rose pâle - Chapitre 18 : Terreur rouge - Chapitre 19 : Red killer - Chapitre 20 : Noir ou blanc ?! - Chapitre 21 : White lies - Chapitre 22 : Fumée bleue - Chapitre 23 : La légende rouge sang de Peach Tom - Chapitre 24 : Rouge sur fond blanc - Chapitre 25 : La légende rouge sang de Momotarô             |                   |                   |                   |                   |
| 4 | 9 avril 2014      | 978-4-537-13151-2 | 10 septembre 2015 | 978-2-37287-038-2 |
| Liste des chapitres : - Chapitre 26 : La vie en rose - Chapitre 27 : L'éminence grise - Chapitre 28 : Le carnet gris - Chapitre 29 : Une réunion rose pâle - Chapitre 30 : Confessions noir sur blanc - Chapitre 31 : Effondrement en noir et blanc - Chapitre 32 : Blanc comme neige - Chapitre 33 : Les tracas de la famille Aomastu - Chapitre 34 : Une toile iridescente - Chapitre 35 : Le châtiment d'Aomastu  |                   |                   |                   |                   |
| 5 | 28 juin 2014      | 978-4-537-13178-9 | 10 décembre 2015  | 978-2-37287-039-9 |
| Liste des chapitres : - Chapitre 36 : Le ciel est bleu ici - Chapitre 37 : Photo couleur - Chapitre 38 : Un campus aux couleurs du mont Fuji - Chapitre 39 : Nuage cendré - Chapitre 40 : 1969, année noire - Chapitre 41 : Roulette rouge - Chapitre 42 : Un passé aux couleurs délavées - Chapitre 43 : Confessions d'une jeunesse dorée - Chapitre 44 : Une fin couleur soufre - Chapitre 45 : La chaise d'argent |                   |                   |                   |                   |
| 6 | 29 août 2014      | 978-4-537-13194-9 | 31 mars 2016      | 978-2-37287-093-1 |
| 7 | 19 novembre 2014  | 978-4-537-13221-2 | 9 juin 2016       | 978-2-37287-112-9 |
| 8 | 19 février 2015   | 978-4-537-13261-8 | 15 septembre 2016 | 978-2-37287-113-6 |
| 9 | 18 mai 2015       | 978-4-537-13287-8 | 1er décembre 2016 | 978-2-37287-114-3 |
| 10 | 18 juillet 2015   | 978-4-537-13313-4 | 23 février 2017   | 978-2-37287-224-9 |
| 11 | 19 octobre 2015   | 978-4-537-13353-0 | 27 avril 2017     | 978-2-37287-225-6 |
| 12 | 19 décembre 2015  | 978-4-537-13381-3 | 22 juin 2017      | 978-2-37287-226-3 |
| 13 | 23 mars 2016      | 978-4-537-13421-6 | 24 août 2017      | 978-2-37287-227-0 |
| 14 | 28 mai 2016       | 978-4-537-13445-2 | 12 octobre 2017   | 978-2-37287-228-7 |
| 15 | 29 juillet 2016   | 978-4-537-13464-3 | 14 décembre 2017  | 978-2-37287-269-0 |
| 16 | 19 octobre 2016   | 978-4-537-13497-1 | 29 mars 2018      | 978-2-37287-323-9 |
| 17 | 28 décembre 2016  | 978-4-537-13527-5 | 24 mai 2018       | 978-2-37287-350-5 |
| 18 | 29 mars 2017      | 978-4-537-13564-0 | 23 août 2018      | 978-2-37287-351-2 |
| 19 | 29 juin 2017      | 978-4-537-13597-8 | 13 décembre 2018  | 978-2-37287-352-9 |
| 20 | 19 septembre 2017 | 978-4-537-13626-5 | 28 mars 2019      | 978-2-37287-402-1 |
| 21 | 29 décembre 2017  | 978-4-537-13672-2 | 12 décembre 2019  | 978-2-37287-427-4 |
| 22 | 29 mars 2018      | 978-4-537-13715-6 | 28 mai 2020       | 978-2-37287-455-7 |
| 23 | 29 juin 2018      | 978-4-537-13765-1 | 1er avril 2021    | 978-2-37287-456-4 |

## Distinctions
En 2015, le manga est sélectionné pour le Prix Asie ACBD.

## Adaptation
Une adaptation en drama, avec Tomoya Nagase et Ayame Goriki dans les rôles principaux, est diffusée sur TBS entre octobre et décembre 2013. Le générérique, Honton Toko, est interprété par Tokio.

### Liste des épisodes
| #  | Diffusion    | Titre                        | Audience |
| -- | ------------ | ---------------------------- | -------- |
| 1  | 11 octobre   | (三億円事件〜昭和最後の謎!!) | 12,0 %   |
| 2  | 18 octobre   | (ニセ警官の決着!)            | 11,2 %   |
| 3  | 25 octobre   | (三億円犯人の顔)             | 09,2 %   |
| 4  | 1er novembre | (ニセ警官の逃避行)           | 09,1 %   |
| 5  | 8 novembre   | (警察の真実暴露!)            | 07,2 %   |
| 6  | 15 novembre  | (少年Sは、お前だ)            | 08,8 %   |
| 7  | 22 novembre  | (燃える三億円!)              | 09,1 %   |
| 8  | 29 novembre  | (三億円現れる!)              | 09,9 %   |
| 9  | 6 décembre   | (三億円事件全真相)           | 08,0 %   |
| 10 | 13 décembre  | (完結〜三億円燃ゆ)           | 10,5 %   |

### Édition japonaise
Nihon Bungeisha
1. 1 2  (ja) « Tome 1 »
2. 1 2  (ja) « Tome 2 »
3. 1 2  (ja) « Tome 3 »
4. 1 2  (ja) « Tome 4 »
5. 1 2  (ja) « Tome 5 »
6. 1 2  (ja) « Tome 6 »
7. 1 2  (ja) « Tome 7 »
8. 1 2  (ja) « Tome 8 »
9. 1 2  (ja) « Tome 9 »
10. 1 2  (ja) « Tome 10 »
11. 1 2  (ja) « Tome 11 »
12. 1 2  (ja) « Tome 12 »
13. 1 2  (ja) « Tome 13 »
14. 1 2  (ja) « Tome 14 »
15. 1 2  (ja) « Tome 15 »
16. 1 2  (ja) « Tome 16 »
17. 1 2  (ja) « Tome 17 »
18. 1 2  (ja) « Tome 18 »
19. 1 2  (ja) « Tome 19 »
20. 1 2  (ja) « Tome 20 »
21. 1 2  (ja) « Tome 21 »
22. 1 2  (ja) « Tome 22 »
23. 1 2  (ja) « Tome 23 »